# 台灣航業
台灣航業股份有限公司（臺證所：2617，簡稱台灣航業、台航、TNC），是臺灣一家股票上市的航運公司。中華民國交通部是台灣航業的最大股東，占總股份的四分之一左右。截至2025年時，台灣航業自有船合計33艘，其中散裝貨輪21艘平均船齡5年，包括9艘卡爾薩姆型、10艘超輕便極限型與2艘輕便型船，另有拖船9艘、工作船2艘、代營中油3艘，還有1艘客貨輪澎湖輪航行高雄港與馬公港間。散裝航運業務佔整體公司營收的六成，客運及港口勤務各佔5%左右，代營業務為10%。

## 歷史
1946年1月，「台灣航業公司籌備處」成立。1946年7月1日，「台灣航業有限公司」成立，資本額為法幣一百億元，總部設於臺灣臺北市原大阪商船株式會社台北支店。
1947年7月1日，台灣航業有限公司在高雄市成立高雄分公司。
1949年4月，台灣航業有限公司改組為「台灣航業股份有限公司」，總部設於臺灣臺北市中正區重慶南路，資本額改為新臺幣三千萬元；資本額中，輪船招商局新臺幣一千二百萬元，臺灣省政府與臺灣銀行各新臺幣九百萬元。
1951年6月27日，經濟部商業司核准台灣航業公司登記。
1979年，台灣航業兩艘新造29,000噸級貨櫃船「宜蘭輪」及「桃園輪」交船營運。
1980年，台灣航業資本額改為新臺幣14億2,822萬6,000元。
1981年，輪船招商局持有的台灣航業股權讓予陽明海運，台灣航業股東數增為10家。
1982年，台灣航業新造37,000噸級貨櫃船「台中輪」交船營運，台灣航業資本額改為新臺幣16億2,582萬6,000元。
1983年，財政部證券管理委員會核准台灣航業補辦股票公開發行。
1985年，台灣航業新造37,000噸級貨櫃船「基隆輪」交船營運。
1986年12月，台灣航業總部從臺灣臺北市中正區重慶南路遷至臺灣臺北市中正區許昌街17號「壽德大樓」。
1989年，台灣航業建造8,000噸級客貨運輸船「臺華輪」。
1990年，台灣航業資本額改為新臺幣18億6,582萬6,000元。
1992年，台灣航業資本額改為新臺幣24億6,582萬6,000元。
1996年7月1日，台灣航業全部特別股轉換為普通股，同年建造一艘推型拖船與二艘拉型拖船，同年買進二艘自航吸取式挖泥船「浚港一號」及「浚港二號」。
1997年，財政部證券管理委員會核准台灣航業減資新臺幣1億7,935萬7,000元，台灣航業減資後實收資本額為新臺幣22億8,646萬9,000元。1997年7月，台灣航業總部從壽德大樓遷至臺灣臺北市中正區濟南路二段29號「台灣航業大樓」。
1998年6月20日，本日為台灣航業民營化基準日。
1998年6月24日，台灣航業股票上市。
1999年，台灣航業簽約建造三艘51,000噸級輕便型散裝貨輪與三艘73,000噸級巴拿馬極限型散裝貨輪。
2000年，台灣航業新造73,000噸級巴拿馬極限型散裝貨輪「台富輪」交船營運，訂造二艘60,000噸級輕便極限型散裝貨輪。
2001年，台灣航業二艘73,000噸級巴拿馬極限型散裝貨輪「台利輪」、「台榮輪」及二艘51,000噸級輕便極限型散裝貨輪「台和輪」、「台康輪」交船營運。
2002年，台灣航業51,000噸級輕便極限型散裝貨輪「台盛輪」交船營運，訂造二艘77,000噸級巴拿馬極限型散裝貸輪及二艘52,500噸級輕便極限型散裝貨輪。
2003年，台灣航業訂造一艘77,000噸級巴拿馬極限型散裝貨輪及二艘55,000噸級輕便極限型散裝貨輪。
2004年，台灣航業二艘77,000噸級巴拿馬極限型散裝貸輪「台耀輪」、「台昇輪」及二艘52,000噸級輕便極限型散裝貨輪「台福輪」、「台揚輪」交船營運。
2005年，台灣航業77,800噸級巴拿馬極限型散裝貨輪「台裕輪」交船營運。
2006年，台灣航業訂造二艘拉力55噸級VSP拖船及二艘拉力50噸級SRP拖船。
2007年，台灣航業二艘55,000噸級輕便極限型散裝貨輪「台誠輪」及「台勇輪」交船營運，二艘拉力55噸級VSP拖船及二艘拉力50噸級SRP拖船交船營運，訂造二艘60,000噸級輕便極限型散裝貨輪。
2008年，台灣航業訂造二艘61,000噸級輕便型散裝貨輪。
2012年，台灣航業61,000噸級輕便極限型散裝貨輪「台旺輪」交船營運。2013年，台灣航業61,000噸級輕便極限型散裝貨輪「台達輪」交船營運。

2023年，台華輪退役澎湖輪上任。

## 外部連結
- 台灣航業 （页面存档备份，存于）